# George H. Kerr
George (Jack) Henry Kerr (* 7. November 1911 in Pennsylvania; † 27. August 1992 in Taiwan) auch bekannt als 葛超智 (oder 柯喬治), war ein Diplomat der USA während des  Zweiten Weltkrieges und in späteren Jahren ein Autor und Akademiker.
Abgesehen von seinen Veröffentlichungen gehört eine Sammlung von Papieren an der Hoover Institution zu seinem Verdienst, die Auskunft über die politische Situation Taiwans in den 1930er und 1940er Jahren bietet, sowie Taiwans Transformation von Japanischer Herrschaft, der Rebellion gegen China und der US-Außenpolitik bezüglich Taiwans. Außerdem sammelte und archivierte er nach dem Zweiten Weltkrieg Informationen über die Geschichte, Wirtschaft und politische Situation in Okinawa und den Ryūkyū-Inseln.

## Frühes Leben
Kerr wurde in Pennsylvania geboren. Er studierte von 1935 bis 1937 in Japan und war von 1937 bis 1940 Englischlehrer in Taipei, Taiwan.

## Militärlaufbahn
Während des Pazifikkrieges arbeitete Kerr im Rang des Lieutenant der United States Naval Reserve für die U.S. Navy als Taiwan-Experte und unterrichtete zukünftige Militärregierungs-Beamte. Zwischen 1942 und 1943 war Kerr auf Formosa (frühere Bezeichnung für Taiwan) als Analyst und Berater für das Kriegsministerium der Vereinigten Staaten tätig und von 1944 bis 1946 für die Navy Direktor des Formosa Research Unit der Naval School of Military Government and Administration an der Columbia University in New York.

## Diplomatische Laufbahn
Nach dem Krieg kehrte Kerr 1945 wieder nach Taiwan zurück und begleitete als Assistant Naval Attaché den gerade ernannten chinesischen, regierenden General Chen Yi bis zur japanischen Aufgabe Taiwans am 25. Oktober 1945 (Retrocession Day). George Kerr war in seiner offiziellen Funktion als Beamter ziviler Angelegenheiten in der Vertretung der U.S. Navy Attaches für die Regierung der Republik China (Taiwan) in Chongqing präsent. Er stellte sicher, dass die englische Fassung der japanischen Kapitulationserklärung, im Unterschied zu der chinesischen Übersetzung, die Rolle der USA offiziell nicht ausschloss. Danach wurde er Diplomat an der US-Botschaft in China (Taiwan). Als Mitarbeiter des Außenministeriums der Vereinigten Staaten und Vize-Konsul in Taipei wurde er Augenzeuge des 228-Massakers der festland-chinesischen, antikommunistischen Kuomintang an 10.000 bis 30.000 Menschen der taiwanesischen Bevölkerung 1947. Er sollte später darüber schreiben.

Siegel des Königreich Ryukyu; aus dem Buch Okinawa: The History of an Island People von George Kerr

Ungefähr Anfang der 1950er Jahre bemerkte er den Wunsch, Okinawa zu besuchen und mit einer Militärkommission eine Geschichte der Ryūkyū-Inseln zu schreiben, um ihnen zu einer (von Japan und China) unabhängigen Identität zu verhelfen. Ein fähiges Team von Wissenschaftlern und Übersetzern durchkämmte Japan nach Quellen über Okinawa. Kerr verband dieses Material zu dem Buch Okinawa: Kingdom and Province (1953), und auf Japanisch als Ryūkyū no rekishi (1955). Auf Basis neuer Forschungen wie auch Kritiken begann Kerr in der Zwischenzeit mit der Überarbeitung der ersten zwei Bücher und veröffentlichte 1958 eine Ausgabe von  Okinawa: The History of an Island People.
Kerr war sehr besorgt über den faktischen Geschichtsverlust der Ryūkyū. So verfolgte er sein Interesse in einer Erhebung der Kulturgüter der Inseln (1960–63). Erfahrungen in Yaeyama und Miyako verrieten ihm, dass er in seiner Perspektive auf die Geschichte der Ryūkyūs etwas schief lag. Er entwarf ein anderes Buch über Okinawa, welches den weitaus größeren Einfluss der Handelsbeziehung mit China auf die südlichen Ryūkyūs betont. Es blieb aber unveröffentlicht.

## Akademische Laufbahn
Kerr war Dozent an der University of Washington zwischen 1947 und 1949 sowie an den Universitäten Stanford sowie Berkeley zwischen 1949 und 1950. In den folgenden fünf Jahren war er assoziierter Forscher an der einflussreichen konservativen Hoover Institution.
Die öffentlichen Teile seiner Schriften sind im Archiv der Präfektur Okinawa in Haebaru, andere in den Bibliotheken der Universitäten Stanford, Taipei und Ryudai verfügbar.

## Späteres Leben
Kerrs Bücher über Taiwan sind zahllos. Er unterstützte die Sache der taiwanischen Unabhängigkeit, was ihn zu einem hochgradigen Feind von beiden, Chiang Kai-shek und Mao Zedong machte. Aufgrund von Chiangs Beschwerde verlor Kerr seine Stelle an der Stanford University. Und obwohl er ohne Zweifel ein einflussreicher politischer Schriftsteller und Kommentator war, ist seine Beachtung als Historiker der chinesischen Geschichte wegen seiner kritischen Positionen zu China von vielen Sinologen umstritten. Er entwarf auch ein langes Buch über das Hawaii des 19. Jahrhunderts, welches sein Lebenswerk zu einem Stück komplettiert: the history of Pacific Ocean marine frontiers.

Siegel der chinesischen Qing-Dynastie zur Bestätigung des Königs der Ryukyu; aus dem Buch Okinawa: The History of an Island People von George Kerr

Er ist Autor vieler Bücher und etlicher Artikel über Japan, Okinawa und Taiwan. Unter ihnen: Formosa: Licensed Revolution and the Home Rule Movement, 1895-1945, Formosa Betrayed (1965), Descriptive Summary: George H. Kerr papers, 1943-1951, Okinawa: The History of an Island People (1958), und The Taiwan Confrontation Crisis (1986).
- Formosa Betrayed war eines der einflussreichsten Bücher über Taiwans Übergang von japanischer Kolonialherrschaft zu der Herrschaft der Kuomintang (KMT, Chinesische Nationalistische Partei). George Kerr hat in der Zeit des Übergangs für den American Foreign Service bearbeitet und war während der Besetzung durch die KMT und dessen Nachfolgen anwesend. Formosa Betrayed war eine scharfe Abrechnung mit der nationalistischen Regierung und argumentierte für die Unabhängigkeit Taiwans. Das Buch wurde 1976 von Da Capo Press wiederveröffentlicht. 1992 erschien eine Ausgabe bei Taiwan Publishing Co. Das Buch ist jetzt legal verfügbar (siehe Link unten).

- Okinawa: The History of an Island People entdeckt die legendäre Vergangenheit bis zu der Schlacht von Okinawa in 542 sehr gut lesbaren Seiten. Elf Jahre bevor er starb, schrieb Kerr, dass 13.000 Kopien verkauft wurden. Das Buch war lange vergriffen, bis Tuttle, der ursprüngliche Verlag, es 2000 wieder auflegte. Eine neue Einleitung wurde hinzugefügt und ein Appendix von dem Okinawa-Geschichtsforscher Mitsugu Sakihara.[3]

Er starb im Alter von 80 Jahren am 27. August 1992 in Honolulu, Hawaii.

## Ausgewählte Werke
- Okinawa, the History of an Island People. Tuttle, Tokyo 2000, ISBN 978-0-8048-2087-5 (Afterword by Mitsugu Sakihara).
- The Taiwan confrontation crisis. Formosan Association for Public Affairs, Washington, D.C. 1986, OCLC 15681913.[2]
- Formosa: Licensed Revolution and the Home Rule Movement, 1895-1945. University of Hawaii Press, Honolulu 1974, ISBN 978-0-8248-0323-0.[2]
- Formosa Betrayed. Houghton Mifflin, Boston 1965, OCLC 242620.[2]
- George H. Kerr, Shuncho Higa: Bibliography of the Ryukyus. University of the Ryukyus, Nishihara, Okinawa 1961, OCLC 8973627.[2]
- Science Information Services in Japan, a Brief Survey. Tokyo 1959, OCLC 22194372.[2]
- Okinawa: the History of an Island People. C. E. Tuttle Co., Tokyo 1958, OCLC 468346635.[2]
- Ryukyu Kingdom and Province before 1945. Pacific Science Board, National Academy of Sciences, National Research Council (US), Washington 1953, OCLC 5455582.[2]
- George H. Kerr, Higa Shuncho: The Ryūkyū Islands: A Preliminary Checklist of Reference Materials Arranged Alphabetically. National Research Council (U.S.), Pacific Science Board, 1952, OCLC 79293918.[4]